# Levpa
Levpa razloženo naselje v občini Kanal ob Soči.